# Miasta Malezji
Według danych oficjalnych pochodzących z 2010 roku Malezja posiadała ponad 150 miast o ludności przekraczającej 10 tys. mieszkańców. Stolica kraju Kuala Lumpur jako jedyne miasto liczyło ponad 1 milion mieszkańców; 10 miast z ludnością 500÷1000 tys.; 65 miast z ludnością 100÷500 tys.; 44 miasta z ludnością 50÷100 tys.; 25 miast z ludnością 25÷50 tys. oraz reszta miast poniżej 25 tys. mieszkańców.

## Największe miasta w Malezji
Największe miasta w Malezji według liczebności mieszkańców (stan na 01.01.2010):
| L.p. | Miasto        | Stan                              | Liczba ludności |
| ---- | ------------- | --------------------------------- | --------------- |
| 1.   | Kuala Lumpur  | Federalne Terytorium Kuala Lumpur | 1 588 750       |
| 2.   | Kajang        | Selangor                          | 818 197         |
| 3.   | Klang         | Selangor                          | 795 522         |
| 4.   | Subang Jaya   | Selangor                          | 744 062         |
| 5.   | George Town   | Penang                            | 708 296         |
| 6.   | Ipoh          | Perak                             | 708 127         |
| 7.   | Petaling Jaya | Selangor                          | 657 892         |
| 8.   | Selayang Baru | Selangor                          | 613 977         |
| 9.   | Johor Bahru   | Johor                             | 542 409         |
| 10.  | Malakka       | Malakka                           | 541 306         |

## Alfabetyczna lista miast w Malezji
(czcionką pogrubioną wydzielono miasta powyżej 1 mln)
- Alor Setar
- Ampang Jaya
- Ayer Itam
- Ayer Keroh
- Balakong
- Bandar Maharani
- Batu Pahat
- Banting
- Batu Gajah
- Batu Sembilan Cheras
- Bedong
- Bentong
- Bintulu
- Bukit Baru
- Bukit Mertajam
- Butterworth
- Kemaman (znane również jako Chukai)
- Donggongon
- Dungun
- Gelugor
- George Town
- Gombak Setia
- Ipoh
- Jitra
- Johor Bahru
- Kajang-Sungai Chua
- Kangar
- Keningau
- Kelang (znane również jako Klang)
- Klebang
- Kluang
- Kota Bharu
- Kota Kinabalu
- Kota Tinggi
- Kuala Kangsar
- Kuala Lumpur
- Kuala Selangor
- Kuala Terengganu
- Kuantan
- Kuching
- Kulai
- Kulim
- Labuan
- Lahad Datu
- Lumut
- Malakka
- Mentakab
- Miri
- Nibong Tebal
- Nilai
- Pangkal Kalong
- Pasir Gudang
- Pekan
- Perai
- Petaling Jaya
- Pontian Kecil
- Port Dickson
- Putatan
- Raub
- Rawang
- Sandakan
- Segamat
- Sekudai
- Selayang Baru
- Semenyih
- Semporna
- Senai
- Seremban
- Shah Alam
- Sibu
- Simpang Empat
- Subang Jaya
- Sungai Ara
- Sungai Petani
- Sungai Siput Utara
- Taiping
- Taman Greenwood
- Tawau
- Teluk Intan
- Temerloh
- Ulu Tiram
- Val d’Or